# San Felipe Sultepec
San Felipe Sultepec är en ort i Mexiko.   Den ligger i kommunen Calpulalpan och delstaten Tlaxcala, i den sydöstra delen av landet, 60 km öster om huvudstaden Mexico City. San Felipe Sultepec ligger 2 607 meter över havet och antalet invånare är 1 117.
Terrängen runt San Felipe Sultepec är kuperad åt sydväst, men åt nordost är den platt. Runt San Felipe Sultepec är det ganska tätbefolkat, med 192 invånare per kvadratkilometer. Närmaste större samhälle är Calpulalpan, 4,8 km öster om San Felipe Sultepec. Trakten runt San Felipe Sultepec består till största delen av jordbruksmark.